# 司馬固
司马固（3世纪—311年），又作司马国，西晋宗室，晋武帝之孙，吴敬王司马晏第四子，晋愍帝的四弟。
永宁元年（301年）七月甲午司马固立为汉王。永嘉年间，徙封济南王。永嘉五年（311年）六月刘聪破洛阳，司马固没于乱军之中。
| 前任： 司馬迪 | 晋朝汉王 301年－？   | 繼任： 国除 |
| 前任： 司馬耽 | 晋朝济南王 ？－311年 | 繼任： 国除 |